# Chop Suey
Chop Suey est un tableau du peintre américain Edward Hopper réalisé en 1929. Cette huile sur toile est une scène de genre diurne représentant deux femmes installées à la même table d'un restaurant dont une fenêtre nous montre qu'il porte dans la rue une enseigne lumineuse assurant la promotion de son chop suey. 

## Histoire
La toile, acquise dans les années 1970 au prix de 170 000 $, est mise en vente après la mort en avril 2018 de l'homme d'affaires américain et amateur d'art Barney A. Ebsworth (en), en atteignant la somme de 91,875 millions de dollars le 14 novembre 2018. Elle repart dans une collection privée. 

## Analyse
Cette scène est le prétexte pour Hopper de jouer avec la lumière d'un extérieur aboutissant à des ombres nettes dans un intérieur aux aplats colorés : la laque rouge des éléments de vaisselle du restaurant chinois, les tables claires, le pull vert de la femme vue de face, les chapeaux bleus, les bords orange de l'encadrement de la fenêtre ainsi que le manteau pendu, le morceau d'enseigne vue à travers la baie à gauche, le panneau de bleu  et  jaune des formes géométriques  des bâtiments vu à travers l'ouverture du fond à gauche, complètent la palette.